# 格溫·利斯特
格溫·利斯特（Gwen Lister，1953年12月5日—）是一位納米比亞記者、出版商、種族隔離制度反對者及新聞自由維權人士。

## 早期生涯
利斯特是在種族隔離制度下成長的，因此她決定要在長大成年後打擊此制度，並認為在納米比亞實行會比在南非實行更有效。於1975年，利斯特入讀開普敦大學，並最終獲得了一個學士學位。大學畢業後，利斯特加入了納米比亞報社《溫得和克廣告報》，並任職政治記者。但是，因報社中的編輯干擾並篡改其報道，因此她憤而辭去政治記者一職。

## 獨立新聞工作者
辭職後，利斯特與其記者同伴漢內斯·史密斯於1978年創立了周刊《溫得和克觀察報》。作為一位政治編輯，利斯特想改變人們對納米比亞解放運動西南非洲人民組織的印象，並「給予西南非洲人民組織一個人類的面貌，令包括白人在內的大眾明白西南非洲人民組織並非恐怖分子、共產主義者或對殖民者的威脅」。她亦批評南非在納米比亞實行的種族隔離做法，因此令到南非政府憤怒。於1984年5月，在利斯特前往贊比亞報道關於納米比亞獨立事宜的談判後，南非政府正式向《溫得和克觀察報》發出禁令。雖然此禁令在利斯特向比勒陀利亞出版物上訴委員會反映後被解除，但《溫得和克觀察報》管理層卻因此把她降職，並最終致使利斯特辭職。
辭職後，利斯特在英國廣播公司新聞及首都廣播604中擔任自由工作者。於1984年12月，利斯特公佈了南非政府一份授權公務員截取她的郵件的文件。因此，利斯特被以「違反官方機密法」的罪名監禁了一個星期。獲釋後，警方沒收了她的護照，並要求她每周三次向警方報告。新聞學會把這次逮捕描述為「阻止利斯特建立一個新報社的一個明顯的企圖」。
於1985年8月，利斯特又創立一個新的獨立報紙《納米比亞報》。她關於南非軍隊侵犯人權的行為的報道再次激怒了南非政府，且商界中的白人公司亦停止在《納米比亞報》上刊登廣告以抵制其行動。於1997年，《納米比亞報》因刊登了一幅被綁在一輛裝甲運兵車上的叛亂分子屍體的照片，所以被南非政府禁止出版。而利斯特則就此向法院提出控訴。
於1991年，南非民間合作局的一個僱傭兵因謀殺西南非洲人民組織活動分子安東·魯波斯基而被逮捕。該僱傭兵指出自己原本計劃把利斯特毒死。
在《納米比亞報》營運期間，其辦工大樓曾多次遭人射擊及投擲催淚彈。於1998年10月，《納米比亞報》辦工大樓更被阿非利卡人民團「白狼」投擲燃燒彈。同年，利斯特因發布了一份關於建議南非在納米比亞設立新的警察制度的政府文件，而被拘留了幾天。
於2011年3月，利斯特終於卸任《納米比亞報》總編輯一職。

## 獎項和表彰
於1992年， 利斯特因「在困難的情況下仍勇於提供獨立的新聞報道及觀點」而獲保護記者委員會頒發国际新闻自由奖。利斯特亦於1996年獲哈佛大學頒發尼曼奖学金。於1997年，利斯特獲頒南非媒體學院新聞自由獎。南非媒體學院稱利斯特因「在納米比亞幾乎單槍匹馬地保持新聞自由的衣缽」而獲頒獎。
於2000年，利斯特成為了國際新聞學會的五十個世界新聞自由英雄之一。於2004年，利斯特獲國際婦女媒體基金會頒發新聞勇氣獎。

## 外部連結
- 《納米比亞報》官方網站 （页面存档备份，存于）